# Mash-up
Mash-up (eller bootleg, mesh, mash up, mash-up, blend og bastard pop/rock) er en sang eller en komposition, der er skabt ved at sammenblande to eller flere indspillede sange, normalt ved at lægge det vokale spor fra en sang sømløst oveni instrumentsporet fra en anden. I det omfang disse værker omformer det originale materiale
kan de i USA gøre krav på ophavsret i henhold til lovens "fair use"-doktrin.